# 정상명
정상명(鄭相明, 1950년 4월 6일 ~ , 경북 의성)은 대한민국의 법조인이다.

## 학력
- 다인초등학교 (33회)
- 다인중학교 (12회)
- 경북고등학교
- 서울대학교 법학 학사

## 경력
- 1975.04 : 제17회 사법시험 합격
- 1977.09 : 광주지방검찰청 검사
- 1980.06 : 서울지방검찰청 검사
- 1983.08 : 법무부 법무실 법무심의관실 검사 겸 서울지방검찰청 검사
- 1986.05 : 서울지방검찰청 검사
- 1989.02 : 서울지방검찰청 검사
- 1990.11 : 대구지방검찰청 김천지청장
- 1991.08 : 법무부 검찰국 검사 겸 서울고등검찰청 검사
- 1993.09 : 대구지방검찰청 형사제2부장검사
- 1994.09 : 대구지방검찰청 형사제1부장검사
- 1995.09 : 법무부 법무실 법무심의관 겸 서울고등검찰청 검사
- 1996.08 : 서울지방검찰청 조사부장검사
- 1997.08 : 서울지방검찰청 형사제2부장검사
- 1998.03 : 광주지방검찰청 목포지청장
- 1999.06 : 서울지방검찰청 제2차장검사
- 2000.07 : 서울지방검찰청 동부지청장
- 2001.05 : 대구고등검찰청 차장검사
- 2002.02 : 법무부 기획관리실장
- 2003.03 : 법무부 차관
- 2004.06 : 대구고등검찰청 검사장
- 2005.04 : 대검찰청 차장검사
- 2005.11 : 검찰총장
- 2007.11 : 변호사 개업
- 2009.01 : 영남대학교 법학전문대학원 석좌교수
- 2011.01 : 동양대학교 행정경찰학부 석좌교수
- 2015년 3월 ~ 2018년 3월 : 대신증권(주) 사외이사
- 2017.09 ~ 2023.03: 효성 사외이사
- 2018.03 ~ 2021.03: GS건설 사외이사

## 수상
- 2007년 : 청조근정훈장

| 전임 명노승 | 제46대 법무부 차관 2003년 3월 13일 ~ 2004년 5월 31일 | 후임 김상희 |

| 전임 이정수 | 대검찰청 차장검사 2005년 4월 8일 ~ 2005년 11월 24일 | 후임 임승관 |

| 전임 김종빈 | 제35대 검찰총장 2005년 11월 24일 ~ 2007년 11월 23일 | 후임 임채진 |